# Spirorbis gnomonicus
Spirorbis gnomonicus är en ringmaskart som beskrevs av Bailey 1969. Spirorbis gnomonicus ingår i släktet Spirorbis och familjen Serpulidae. Inga underarter finns listade i Catalogue of Life.